# Zafirovo
Zafirovo (bulgariska: Зафирово) är ett distrikt i Bulgarien.   Det ligger i kommunen Obsjtina Glavinitsa och regionen Silistra, i den nordöstra delen av landet, 300 km nordost om huvudstaden Sofia.
Trakten runt Zafirovo består till största delen av jordbruksmark. Runt Zafirovo är det ganska glesbefolkat, med 28 invånare per kvadratkilometer.